# 保俶塔
30°15′48″N 120°08′37″E / 30.2633°N 120.1436°E
保俶塔是位于中华人民共和国浙江省杭州市西湖北侧宝石山山顶的一座实心塔，为西湖风景区标志之一。2005年被列入浙江省文物保护单位，2013年成为全国重点文保单位。

## 历史
保俶塔始建时代有争议，一般认为系北宋初年开宝年间（968—976年），吴越国国王钱弘俶被宋太祖赵匡胤召往汴京时，他的母舅吴延爽发愿建造九级宝塔，祈祝钱弘俶平安归来。
元延祐年间（1314—1320年）至明嘉靖年间（1522—1566年），屡毁屡建。
明万历七年（1579年）重修，为七层楼阁式。民国十三年（1924年）塔倾斜，重修，为八面七级，高45.3米，底层边长3.26米，塔刹铁制构件为明代旧物，1996年，朽坏的塔刹被更换。

## 名字由来
张岱的《保俶塔》文中所记大意是，宋太平兴国元年，吴越王钱俶，听说南唐被宋朝灭了，很惊恐，带着家人到宋朝的朝廷，生怕一家人被扣留在京城，佛前许愿说如能保其平安归来，则归后定造塔还愿。到了京城，皇帝倒还客气的，给了宅子礼待他，赏赐很丰厚。留他们住了两个月就让他们回杭州了。走时，赐了一黄皮书卷，封存得很密实，说：在路上密看。到了路上，钱俶打开一看，全是大臣们劝皇帝把钱俶留在京城的奏章。钱俶又是感慨又是惊恐，回来后，就造塔还愿，感谢佛祖护佑自己平安回来。
还有许多神话类的传说，例如：西湖水里有个妖怪，经常兴风作浪，荼毒钱塘的老百姓，这时钱俶要为民除害，于是往水里射了三箭，除掉了妖怪。百姓虑其不永，筑塔于宝石山上以保之，塔名因此而得。另有讹传此塔系寡嫂祈叔平安而建，因此讹称为“保叔塔”。

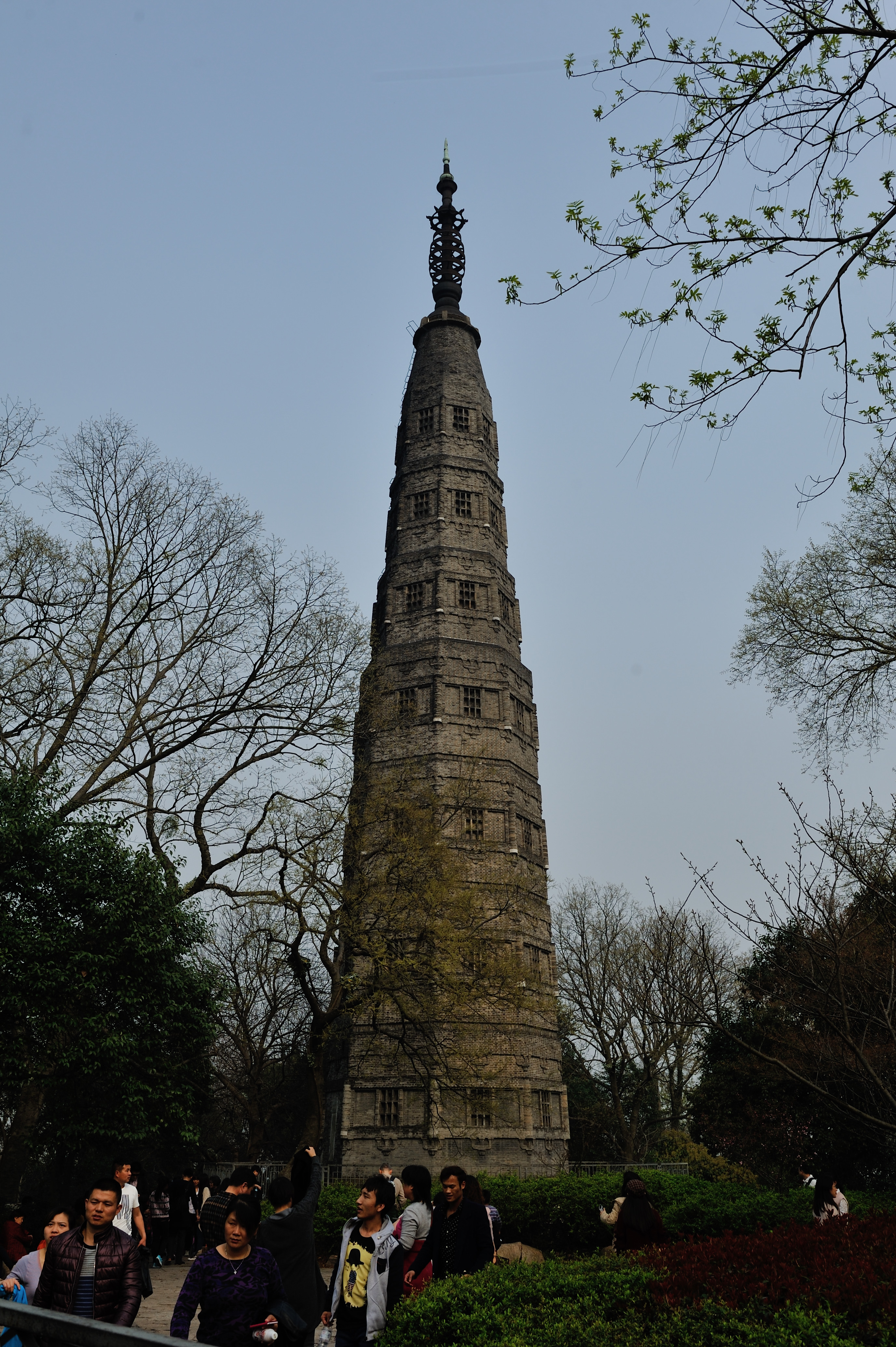
觀賞保俶塔的遊人
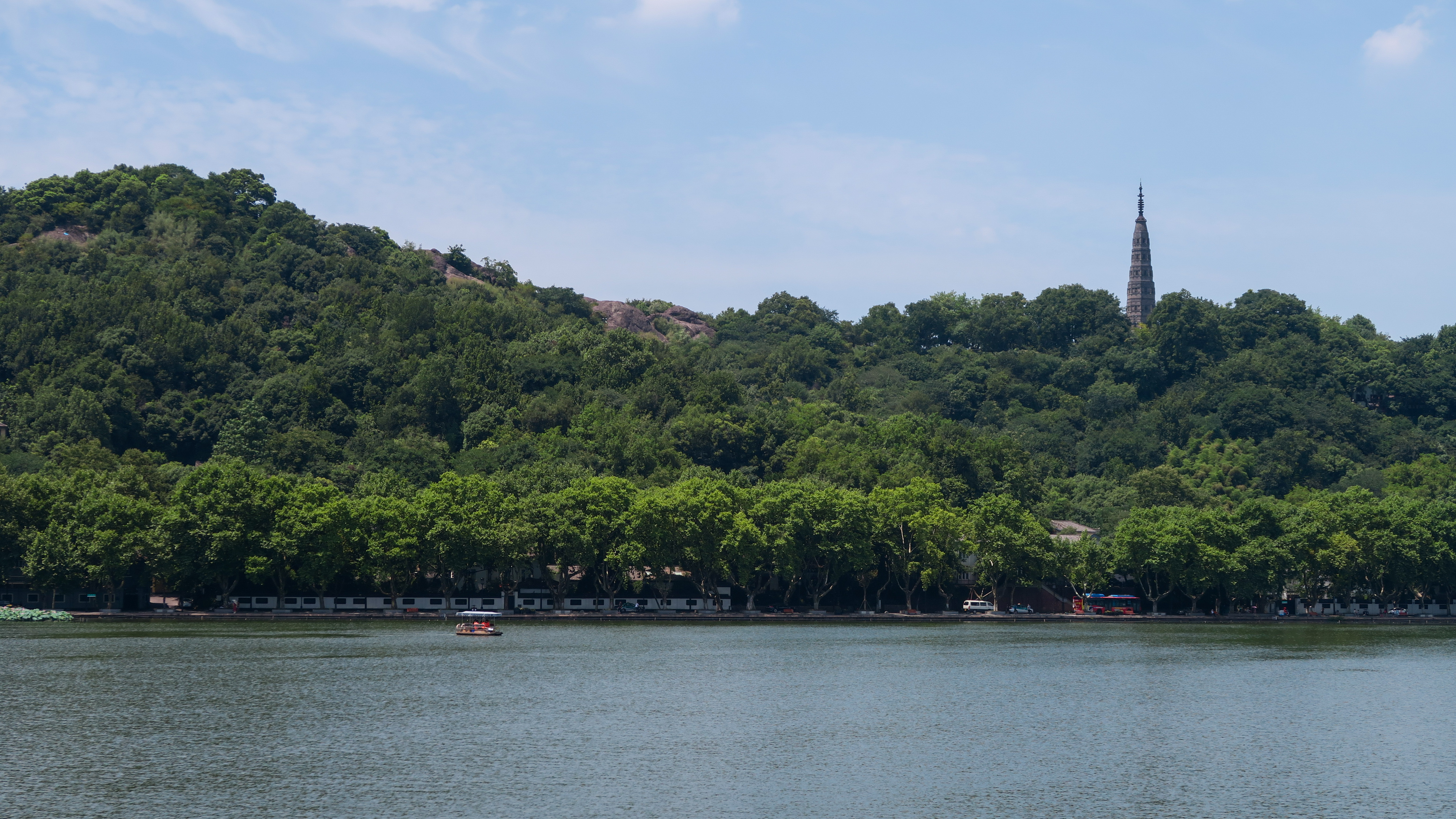
寶石山、保俶塔
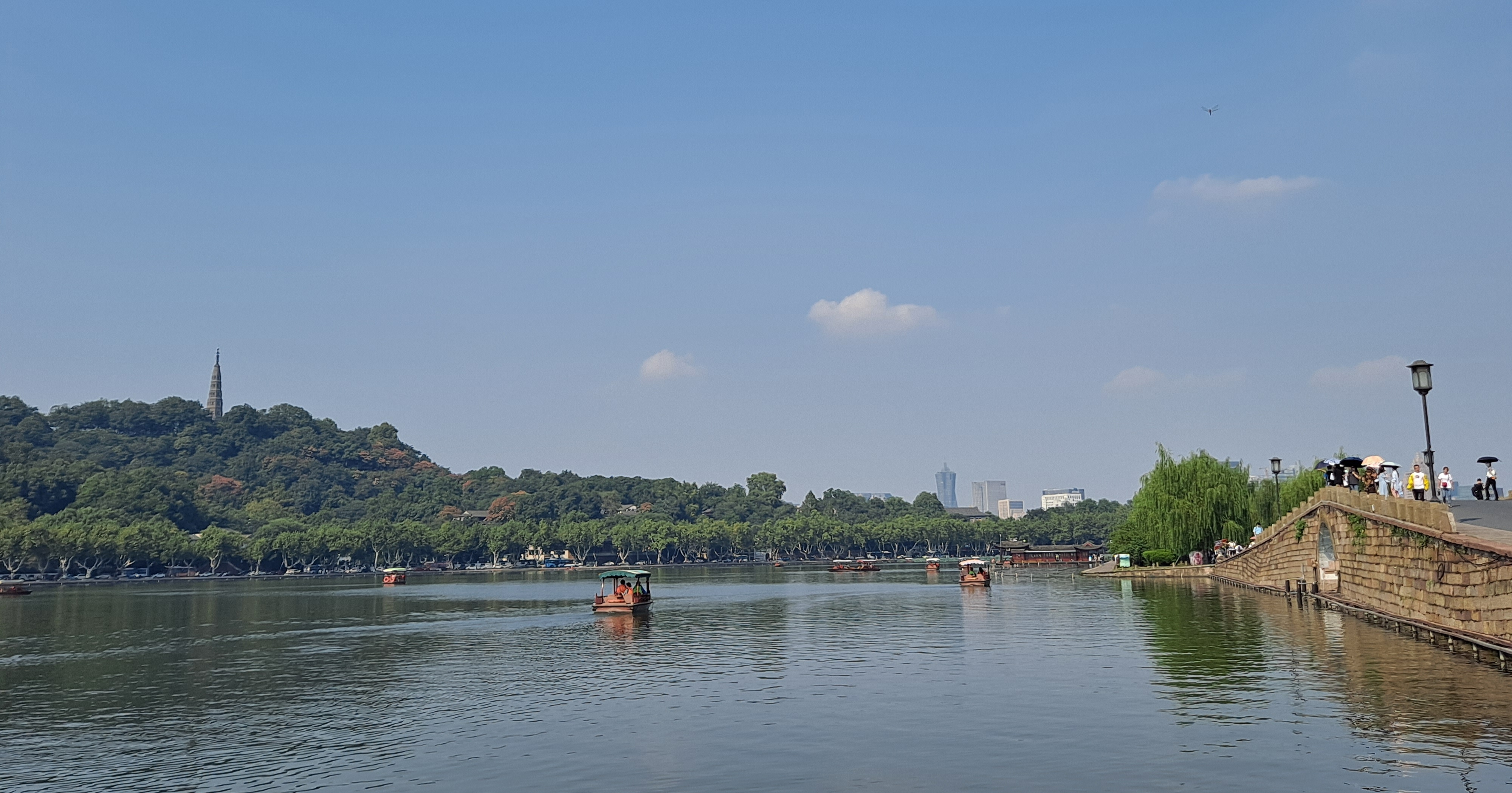
保俶塔与断桥